# 苦苣木亚属
苦苣木亚属（学名：Sonchus subg. Dendroseris）是菊科苦苣菜属下的一个亚属，共12或13种，均为智利特有种。其中11-12种分布于胡安·费尔南德斯群岛，1种分布于德斯温特德群岛。

## 词源

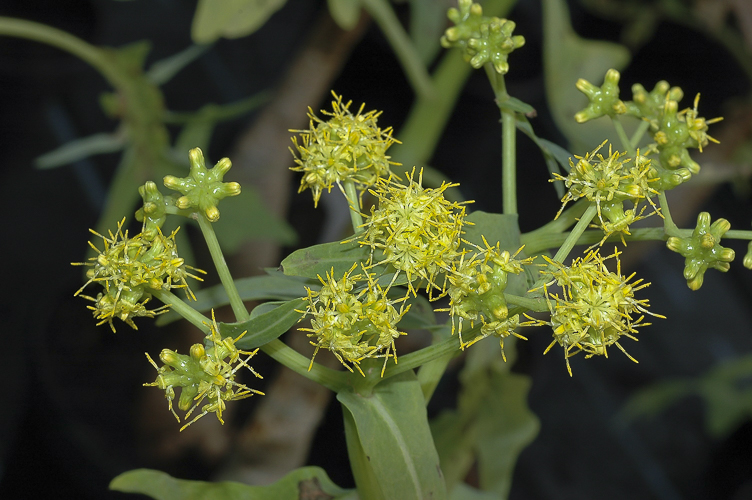
羽裂肉苣木曾被认为是肉苣木属的单型种

苦苣木亚属的学名Dendroseris由古希腊语dendrŏ（树形的）与sěris（菊苣）组合而成。

## 分类
该亚属曾分为菊苣族下的苦苣木属与肉苣木属两属，近期的分子生物学研究将两者移至苦苣菜属并合为同一亚属。曾经的苦苣木属划分有Eudendroseris、Phoenicoseris及Rea三类亚属，现均已无效。

## 种
胡安·费尔南德斯群岛
- 贝氏苦苣木（西班牙语：Dendroseris berteroana） Sonchus berteroanus - 鲁宾逊克鲁索岛
- 甘蓝叶苦苣木（西班牙语：Dendroseris litoralis） Sonchus brassicifolius - 圣克拉拉岛
- 裂花苦苣木（西班牙语：Dendroseris gigantea） Sonchus lobatiflorus - 亚历山大塞尔扣克岛
- 光亮苦苣木（西班牙语：Dendroseris macrophylla） Sonchus splendens - 亚历山大塞尔扣克岛
- 大花苦苣木（西班牙语：Dendroseris macrantha） Sonchus sinuatus - 鲁宾逊克鲁索岛
- 有边苦苣木（西班牙语：Dendroseris marginata） Sonchus marginatus - 鲁宾逊克鲁索岛
- 小花苦苣木（西班牙语：Dendroseris micrantha） Sonchus micranthus - 鲁宾逊克鲁索岛
- 狭叶苦苣木（西班牙语：Dendroseris neriifolia） Sonchus nerrifolius - 鲁宾逊克鲁索岛
- 羽叶苦苣木（西班牙语：Dendroseris pinnata） Sonchus phoeniciformis - 鲁宾逊克鲁索岛
- 霜叶苦苣木（西班牙语：Dendroseris pruinata） Sonchus pruinatus - 鲁宾逊克鲁索岛、圣克拉拉岛
- 王苦苣木（西班牙语：Dendroseris regia） Sonchus regius - 亚历山大塞尔扣克岛

德斯温特德群岛
- 羽裂肉苣木（西班牙语：Thamnoseris） Sonchus laceratus - 圣安布罗焦岛、圣费利克斯岛

胡安·费尔南德斯群岛的毛叶苦苣木（Dendroseris mollis）是否应归于该亚属尚存争议，因其叶片具有其他物种不具备的柔毛。

## 保护状况
因栖息地破坏、物种入侵等原因，胡安·费尔南德斯群岛的多数物种野外数量约在10株及以下，而德斯温特德群岛的羽裂肉苣木同样因入侵物种影响而数量锐减。除羽裂肉苣木尚未得到评估外，该亚属物种于国际自然保护联盟濒危物种红色名录中均被列为极危。